# Causant
El o la causant, en dret de successions, és la persona física que per causa de la seva mort provoca la successió legal o testamentària dels seus béns.